# Hraničky (Uhelná)

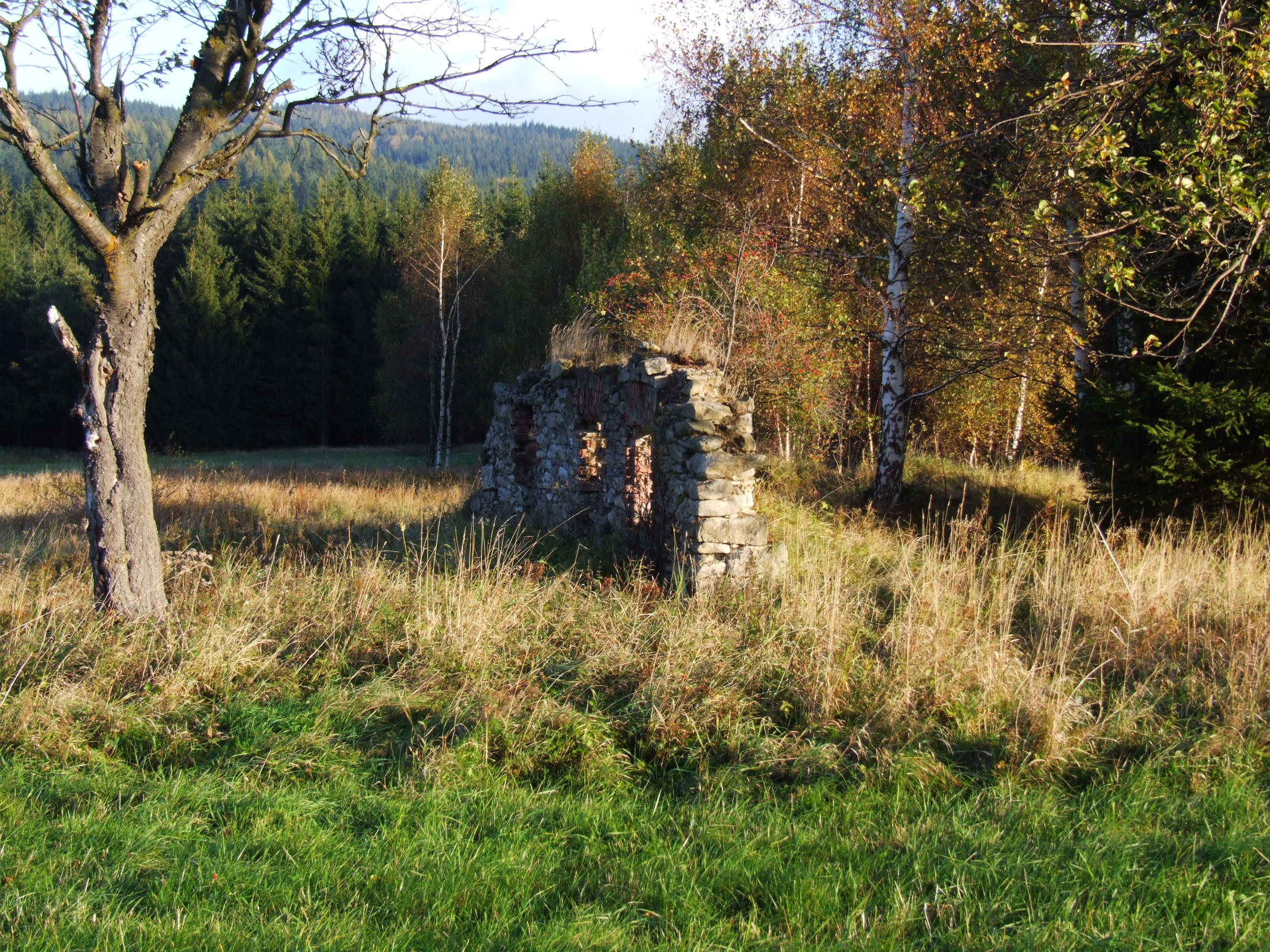
Hausruine

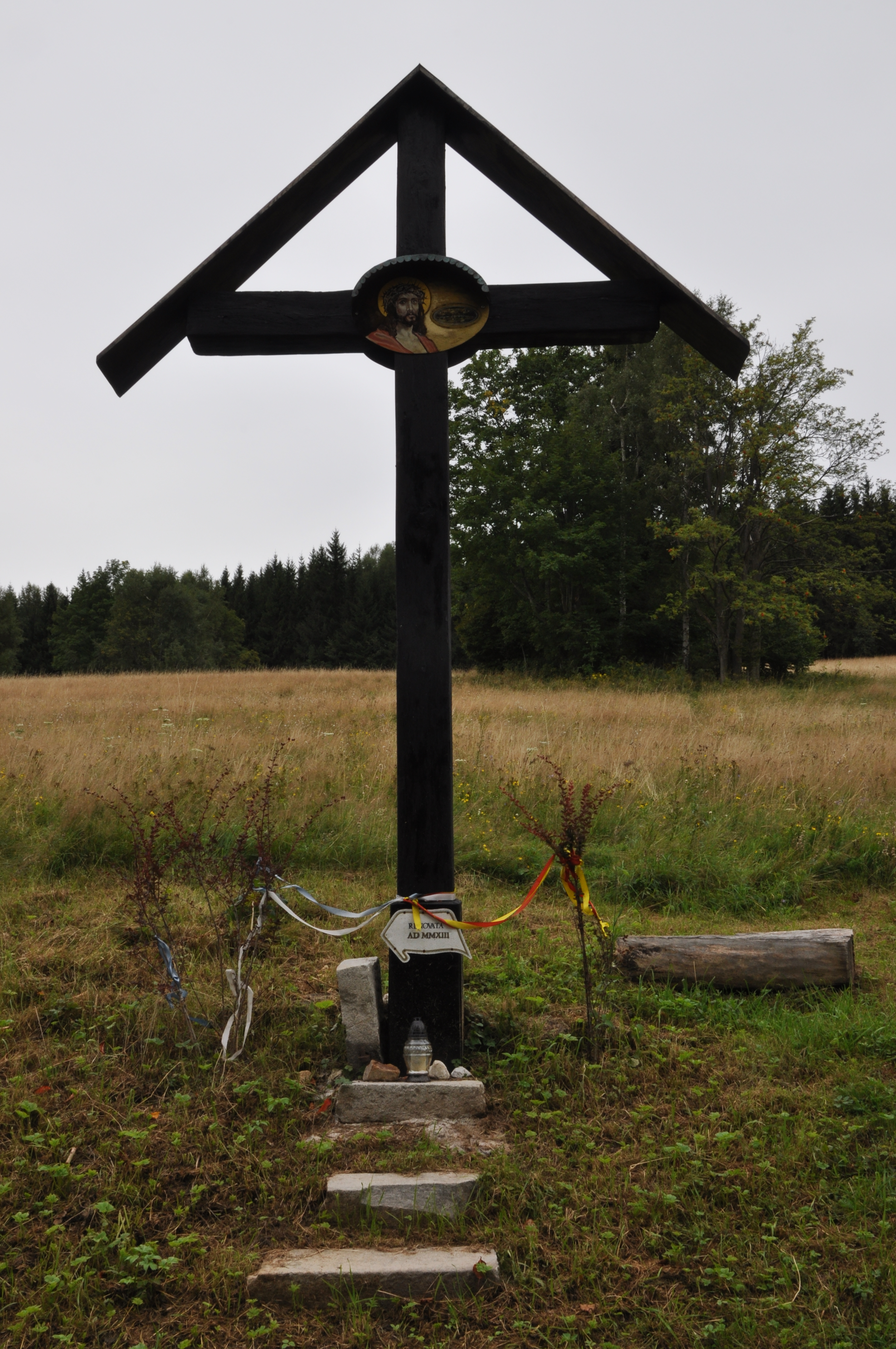
Holzkreuz

Hraničky (deutsch Gränzdorf) ist ein Ortsteil der Gemeinde Uhelná in Tschechien. Das erloschene Dorf liegt neun Kilometer südlich von Javorník an der polnischen Grenze und gehört zum Okres Jeseník.

## Geographie
Hraničky befindet sich im Quellgebiet des Vojtovický potok an der Przełęcz Gierałtowska (Gersdorfer Pass) im Reichensteiner Gebirge (Rychlebské hory). Nördlich erheben sich der Roveň (Menzelkoppe, 778 m n.m.), die Brandkoppe (678 m n.m.) und die Strážiště (Hutberg, 812 m n.m.), im Nordosten der Vapenný vrch (Kalkberg, 776 m n.m.), östlich der Borůvkový vrch (Urlichberg, 859 m n.m.), im Südosten der Spičák (Spitzberg, 957 m n.m.) und die Siwa kopa (Schimmelkoppe, 768 m n.p.m.), westlich der Hraničný vrch (Schusterberg, 752 m n.m.) und der Černý vrch (Schwarzberg, 826 m n.m.) sowie im Nordwesten der Buchhübel (852 m n.m.) und der Koníček (Rösselberg, 850 m n.m.). Gegen Süden erstreckt sich auf polnischem Gebiet das tief eingeschnittene Bielental.
Nachbarorte sind Nové Vilémovice (Neu Wilmsdorf) im Norden, Vlčice und Vojtovice im Nordosten, Nová Véska, Hraničná, Nové Chaloupky und Petrovice (Petersdorf) im Osten, Kamenné im Südosten, Nowy Gierałtów im Süden, Stary Gierałtów im Westen sowie Karpno, Černý kout (Schwarzberghäuser) und Zálesí im Nordwesten.

## Geschichte
Das an der Grenze von Österreichisch Schlesien zur preußischen Grafschaft Glatz am Gersdorfer Pass gelegene Grenzdörfel wurde 1785 durch das fürstbischöfliche Johannisberger Amt gegründet. Wesentlich für die Entwicklung des Dorfes war der Grenzverkehr über den Pass nach Neu Gersdorf. Wegen der Gebirgslage und der kargen Böden beschränkte sich die landwirtschaftliche Nutzung auf Weidewirtschaft und den Anbau von Hafer. Zu den Haupterwerbsquellen zählten deshalb die Forstarbeit, der Tagelohn und die Heimarbeit, insbesondere die Flachsspinnerei. 1809 wurde die Kapelle des hl. Josef errichtet.
Im Jahre 1836 bestand das auf einer umwaldeten Hochfläche gelegene Dorf Grenzdörfel aus 37 verstreuten Häusern, in denen 281 deutschsprachige Personen lebten. Im Ort gab es eine Mittelschule. Pfarrort war Neuwilmsdorf. Bis zur Mitte des 19. Jahrhunderts blieb Grenzdörfel dem Bistum Breslau untertänig.
Nach der Aufhebung der Patrimonialherrschaften bildete Grenzdorf ab 1849 einen Ortsteil der Gemeinde Neu Wilmsdorf / Vilémovice im Gerichtsbezirk Jauernig. Es begann ein dauerhafter Rückgang der Bevölkerung. Ab 1869 gehörte das Dorf zum Bezirk Freiwaldau. Zu dieser Zeit hatte das Dorf 260 Einwohner und bestand aus 39 Häusern. 1883 wurde eine neue einklassige Dorfschule eröffnet. Anlässlich des 100-jährigen Bestehens der Siedlung wurde die Kapelle 1885 renoviert. Seit dem Ende des 19. Jahrhunderts wurde Gränzdorf als amtlicher Ortsname verwendet und der tschechische Ortsname Hraničky eingeführt. Im Jahre 1900 lebten in Gränzdorf 211 Personen, 1910 waren es 193. Beim Zensus von 1921 lebten in den 41 Häusern des Dorfes 192 Menschen, darunter 183 Deutsche und 3 Tschechen. 1930 bestand Gränzdorf aus 39 Häusern und hatte 178 Einwohner. Nach dem Münchner Abkommen wurde das Dorf 1938 dem Deutschen Reich zugesprochen und gehörte bis 1945 zum Landkreis Freiwaldau. Nach dem Ende des Zweiten Weltkrieges kam Hraničky zur Tschechoslowakei zurück; die deutschsprachigen Bewohner wurden 1945/46 mit Ausnahme von vier Familien vertrieben. Die Neubesiedlung scheiterte, eine 1948 neu angesiedelte Familie verließ den Ort schnell wieder. 1949 erfolgte die Aufhebung der Gemeinde Nové Vilémovice und die Eingemeindung nach Uhelná. Im selben Jahr wurden die letzten vier Familien aus Hraničky ausgesiedelt. Die zu dieser Zeit nach Nové Vilémovice umgesiedelten griechischen Flüchtlinge plünderten die verlassenen Häuser aus und nutzten sie zur Gewinnung von Baumaterialien. 1950 bestand das Dorf aus 43 unbewohnten Häusern, die zwischen 1959 und 1960 fast alle durch die Armee, die auch die Kapelle sprengte, zerstört wurden. Lediglich ein Haus, in das der Forstarbeiter Franz Schlegel und Familie zurückkehrten, blieb erhalten. Bei der Gebietsreform von 1960 wurde der Okres Jeseník aufgehoben und Hraničky in den Okres Šumperk eingegliedert. Zwischen 1985 und 1990 war das Dorf nach Javorník eingemeindet. Seit 1996 gehört Hraničky wieder zum Okres Jeseník. Beim Zensus von 2001 lebte in dem einzigen Wohnhaus des Dorfes eine Person. Insgesamt stehen in Hraničky nur noch zwei Häuser, ansonsten besteht der Ort aus einer großen Wiesenfläche mit einigen Mauerresten.

## Ortsgliederung
Der Ortsteil Hraničky ist Teil des Katastralbezirkes Nové Vilémovice.

## Sehenswürdigkeiten
- Hölzernes Kreuz